# Simone Heinemann-Meerz
Simone Heinemann-Meerz (* 13. September 1960 in Sangerhausen) ist eine deutsche Ärztin und Standespolitikerin. Sie war von 2011 bis 2021 Präsidentin der Landesärztekammer Sachsen-Anhalt.

## Werdegang
Von 1980 bis 1986 studierte Heinemann-Meerz Medizin an der Martin-Luther-Universität Halle-Wittenberg (MLU). 1984 erlangte sie mit der Arbeit „Der Einfluss des Linolsäuregehalts der Nahrung auf kardiovasculäre Wirkungen von Dihydralazin und Clonidin an der narkotisierten Ratte“ ein Diplom am Pharmakologischen Institut der MLU. 1986 legte sie das Staatsexamen ab. 1991 erfolgte ihre Dissertation am Pharmakologischen Institut der MLU „Tierexperimentelle Untersuchungen zum Einfluss von Trapidil, AR 12463 und HDL auf Blutdruck und Prostanoidsynthese“.
1991 wurde sie am Universitätsklinikum Halle (UKH) der MLU Fachärztin für Innere Medizin, ab 1993 mit der Subspezialisierung Kardiologie und ab 2010 mit der Zusatzbezeichnung Kardio-MRT. Seit 1994 ist sie als niedergelassene Kardiologin in Halle (Saale) tätig.
Sie ist verheiratet und hat einen Sohn.

## Funktionen (Auswahl)
Heinemann-Meerz ist seit 1995 Kammerversammlungsmitglied der Ärztekammer Sachsen-Anhalts und seit 1999 Vorstandsmitglied der Ärztekammer Sachsen-Anhalts. Von 2007 bis 2011 war sie Vizepräsidentin der Ärztekammer Sachsen-Anhalt. Am 1. Juli 2011 wurde sie deren Präsidentin. Dieses Amt legte sie satzungsgemäß nach zehn Jahren 2021 nieder. Sie ist zudem Chefredakteurin des Ärzteblattes Sachsen-Anhalt.
Von 1999 bis 2005 war sie 2. Bundesvorsitzende des Bundesverbands Niedergelassener Kardiologen (BNK) und Gründungsmitglied der Strategiekommission des BNK. Darüber hinaus ist Heinemann-Meerz Mitglied des wissenschaftlichen Beirates der Deutschen Herzstiftung.

## Engagement (Auswahl)
- Delegierte zum Deutschen Ärztetag
- Mitglied der Arzneimittelkommission der deutschen Ärzteschaft
- Mitglied der Ständigen Kommission „Organtransplantation“ (bis 2019)
- Mitglied im Ausschuss „Ambulante Versorgung“ (bis 2015)
- Mitglied der Deutschen Herzstiftung
- Mitglied im Wissenschaftlichen Beirat der Deutschen Herzstiftung[4]
- Mitglied der Deutschen Gesellschaft für Ultraschall in der Medizin
- Mitglied Bundesverband Niedergelassener Kardiologen (BNK)
- Gründungsmitglied der Strategiekommission des Bundesverband Niedergelassener Kardiologen
- Mitglied Berufsverband Deutscher Internisten
- Mitglied der Deutschen Gesellschaft Gesellschaft für Kardiologie-Herz-Kreislaufforschung (DGK), Mitglied der Programmkommission der DGK 1999–2004, Gutachterin der DGK
- Berufung in den Sachverständigen-Ausschuss für Verschreibungspflicht des Bundesinstitut für Arzneimittel und Medizinprodukte (BfArM) nach § 53 Absatz 2 des Arzneimittelgesetzes
- Engagement für den Erhalt der Medizinischen Fakultät in Halle[5]

## Auszeichnungen
- Ehrennadel der Deutschen Gesellschaft für Kardiologie[6]
- Ehrenmedaille der Martin-Luther-Universität Halle-Wittenberg für ihr Engagement zum Erhalt der Universitätsmedizin[7]